# Alfa Romeo Kamal

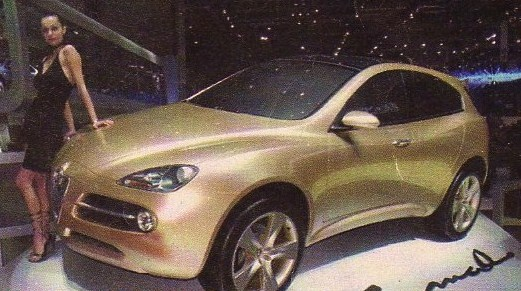
Alfa Romea Kamal (prototype)

De Alfa Romeo Kamal is een conceptauto van het Italiaanse autohuis Alfa Romeo. De auto was voor het eerst te zien op de Autosalon van Genève in 2004. Met deze conceptauto wilde Alfa Romeo laten zien wat voor design men in de toekomst van hen kon verwachten in het SUV-segment.
De naam Kamal betekent in het Sanskriet "rood" en in het Arabisch "perfectie".